# Rundtjärnen (Åre socken, Jämtland)
Rundtjärnen är en sjö i Åre kommun i Jämtland och ingår i Indalsälvens huvudavrinningsområde.